# پلکان

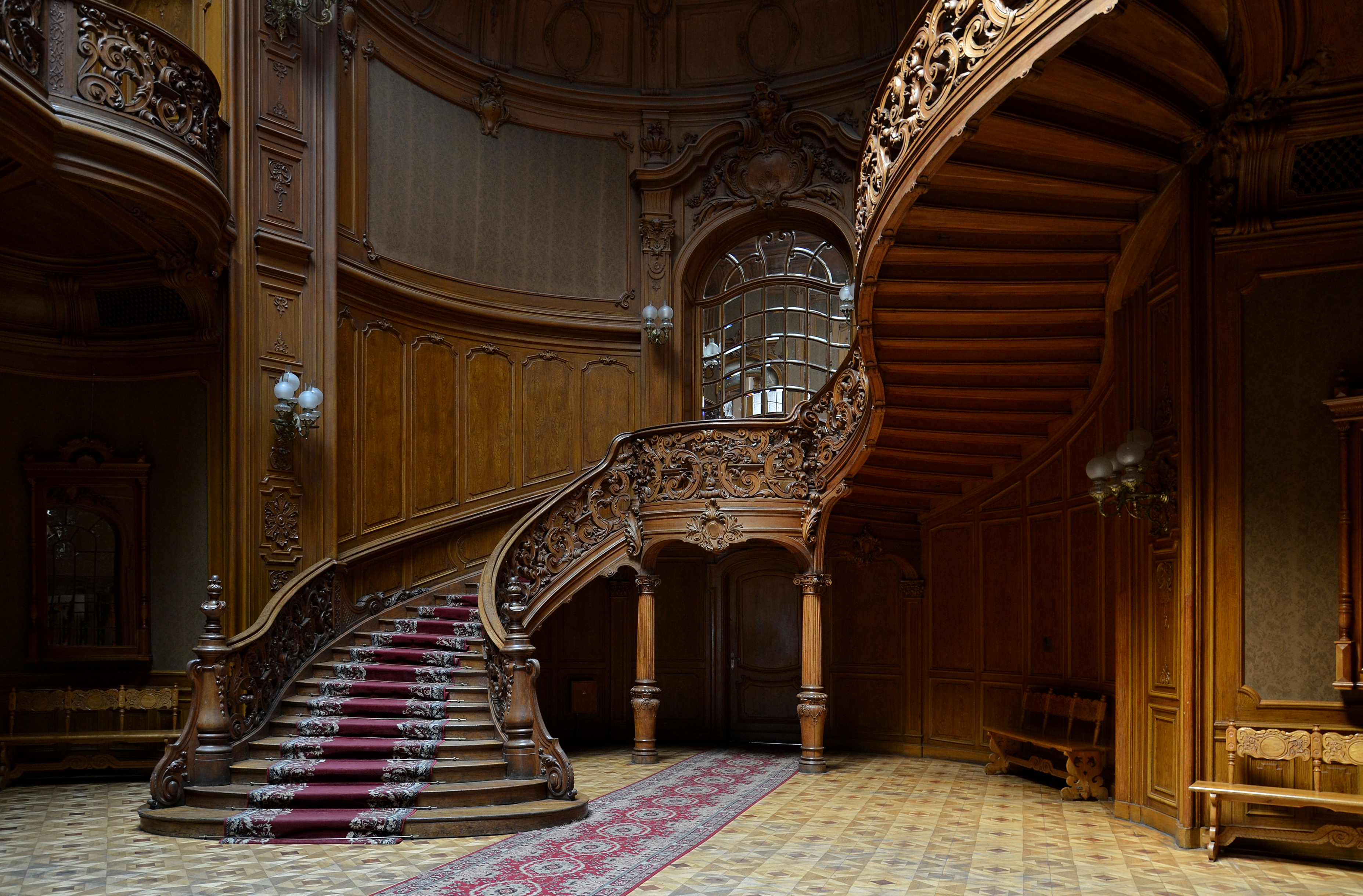
نگاره‌ای از راه‌پله‌های چوبی خانه داشمندان در لویو، اوکراین

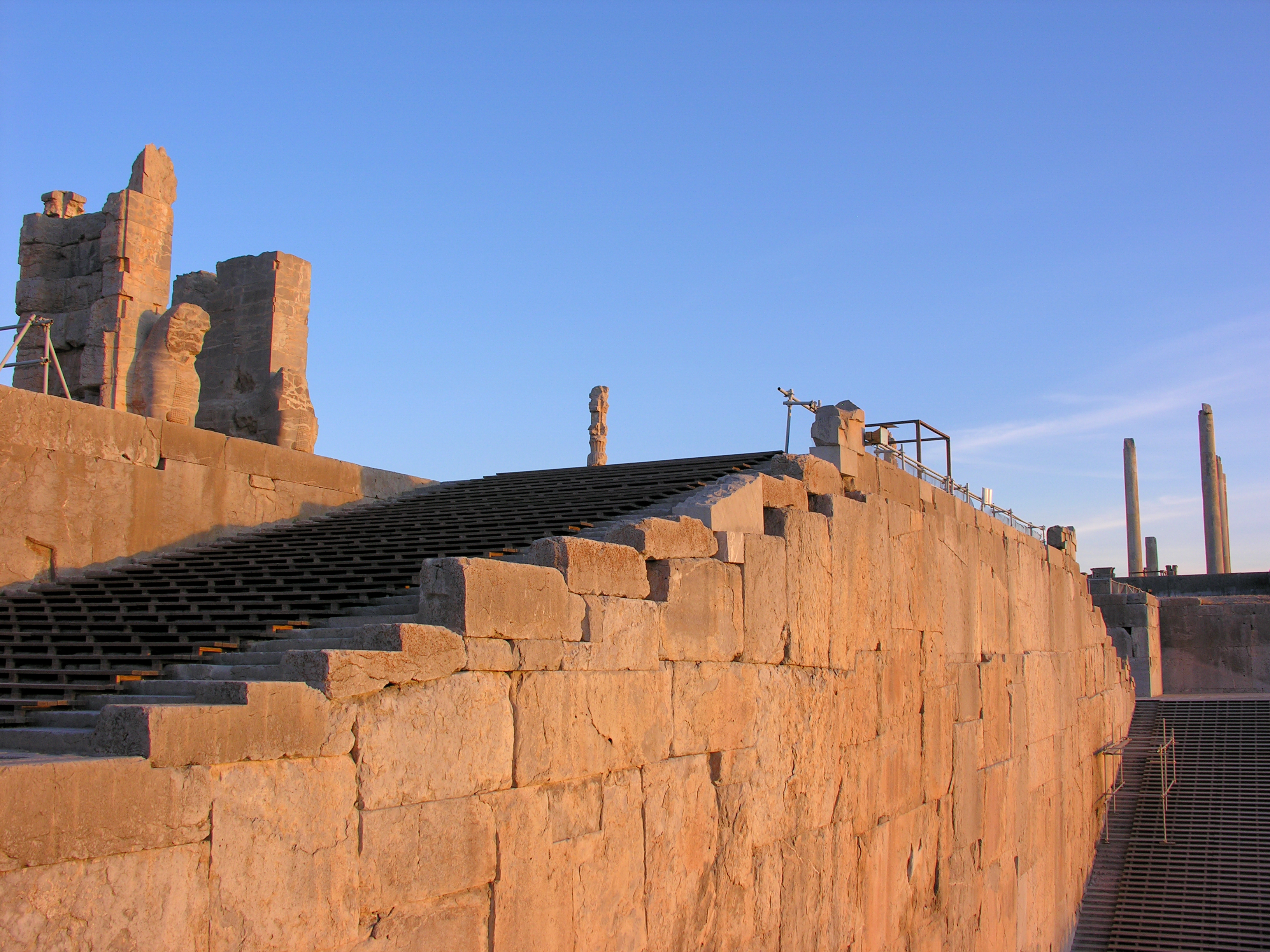
پلکان ورودی تخت جمشید، ۵۵۰ پ.م.

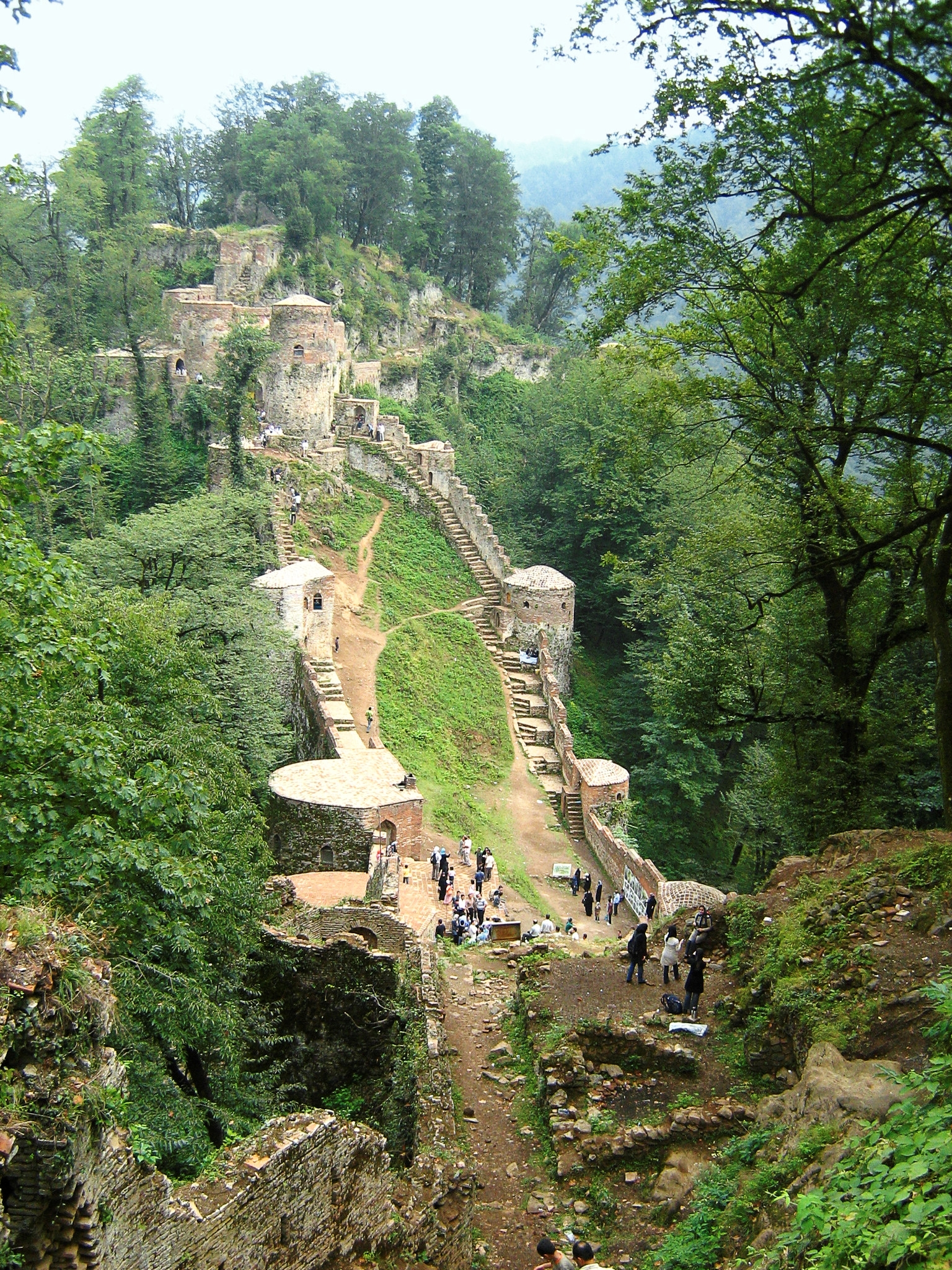
مسیر پلکانی قلعه رودخان،فومن

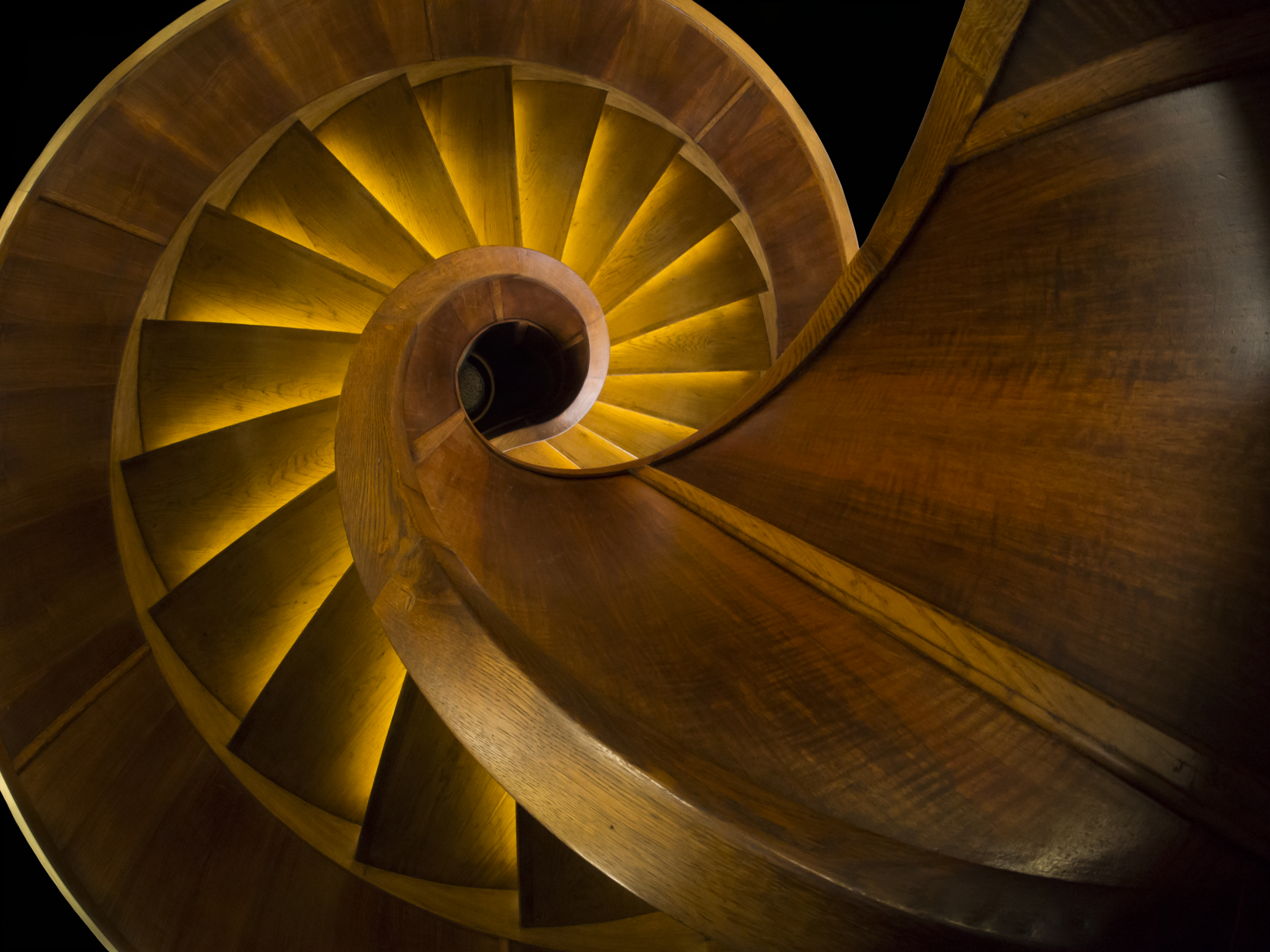
نگاره‌ای از پله‌های چوبی مارپیچ این پلکان‌ها در سبک معماری آرت دکو ساخته شده‌اند

پـِلِّکان یا راه‌پله سازه‌ای است که برای ارتباط دادن دو سطح غیرهم‌سطح در ساختمان یا فضاهای دیگر به‌کار می‌رود و از اجزای کوچک‌تری به نام پلّه ساخته شده‌است. در حالتی که پلکان در یک فضای بسته ساخته شود به آن راه‌پله گفته می‌شود.
به پلکانی که به صورت نقاله‌ای و با نیروی برق حرکت کند پله برقی گفته می‌شود. از انواع دیگر پلکان می‌توان پلکان مارپیچی، پلکان تاشو (درِ مخفی) و پلکان هواپیما را نام برد.
به‌طور معمول پهنای مؤثر پله‌ها و پاگردها باید حداقل دارای یک و نیم متر باشند و از دو نیم متر تجاوز نکنند. درها نباید پهنای مفید پاگردها را اشغال و محدود کنند و درهای رو به راه‌پله باید به طرف خروجی باز شوند. هم‌چنین بهتر است نسبت ارتفاع به عمق پاگذار ۱۵۰ تا ۳۰۰ میلی‌متر باشد.

## تاریخچه پلکان
ایرانیان قدیم، در آغاز خانه‌هایی زیر زمین می‌ساختند، قطعا برای پایین رفتن از سطوح شیبدار، سپس از پلکان استفاده می‌کردند. ایده ساخت آن از صخره‌های کوه گرفته شده بود، و پلکان مناسبی برای این خانه‌های کنده شده در زمین ایجاد می‌کردند. در سده هشتم و نهم قبل میلاد، در غرب و شمال غرب کشور، اقوام اورارتو با فرهنگی پیشرفته زندگی می‌کردند، آنها بومیانی بودند که پیش از کوچ آریایی‌ها در فلات ایران ساکن بودند. 
ساختمان‌های این قوم به صورت تیر و ستون چوبی با سقفی تخت بوده است. و نوعی ساختمان به نام کلاوه که عموما دو طبقه بوده است، افراد برای دسترسی به طبقه دوم از نردبان استفاده می‌کردند. لذا در معماری غرب ایران که اقتباسی از کلاوه اورارتوها بود، اصولا ساختمان‌های مهم و عمومی را در بالا ،یعنی روی صفه می‌ساختند. مثلاً، تخت جمشید روی صُفّه‌ای در دامنه کوه ساخته شده یا مسجد جامع اصفهان که آن هم روی صفه بنا شده است.
بعدا برای بالارفتن از این طبقات پلکان تعبیه شده است. پلکان‌های داخل ساختمان از زمان‌های قدیم در بعضی از ساختمان‌های بیش از یک واحد وحداکثر تا دو طبقه وجود داشته و به ندرت دیده می‌شدند و در مراحل اولیه احداث بناها ،این نوع پلکان تخت و به‌صورت نردبانی بوده است: 
ولی چون پله‌های نردبانی به‌صورت چوبی و پله‌ها با مقطع گرد بود که دارای سطح تماس بسیار کمی با پا بوده وبه فرد صدمه وارد می‌کرده است،به تدریج پله‌های نردبان را پهن‌تر کردند و پلکان به شکل کنونی ساختند . به این نوع پلکان، پلکان منبری هم گفته می‌شود.
پله اسپانیولی در رم و یونان رایج بوده است که به یکی از مناطق گردشگری تبدیل شده بوده است. نظیر این پله‌ها در ساختمان‌های رم باستان دیده می‌شود.

## اجزای پلکان
به سطح افقی پله، کف پله یا پاگذار، و به سطح عمودی آن پیشانی پله گفته می‌شود. در پله‌های مسدود کف پله معمولاً نسبت به پیشانی آن حالت پیش آمده دارد تا کف پله از سطح پهنتری برخوردار باشد. به ارتفاع باز راه‌پله‌ها یعنی فضای کف تا سقف، سرگیر گفته می‌شود.
بلندای یک یا چند پله از سطح کف پلکان، خیز نامیده می‌شود.
اجزای پلکان:
- کف پله یا پاگذار
- پیشانی پله
- نردهٔ پله
- آبچکان پله
- پاگرد پله

در فضاهای کوچک در داخل پلکان، کشو ساخته می شود تا وسایل زیادی در آن جا گیرد.

## ارتفاع پله
به‌طور کلی، هر قدر ارتفاع پله زیادتر باشد تعداد پلهٔ موردنیاز برای عبور از طبقه‌ای به طبقهٔ دیگر کمتر و در نتیجه قفسه پله یا فضای لازم برای ایجاد پله کمتر است، ولی ارتفاع پله کاملاً بستگی به محل استفاده و اشخاص استفاده‌کننده از آن دارد مثلاً ارتفاع پله برای طبقات آپارتمان‌های مسکونی در حدود ۱۶ تا ۲۰ سانتی‌متر در نظر گرفته می‌شود، زیرا ۸۰ درصد استفاده‌کنندگان آن در سنینی هستند که به‌راحتی می‌توانند از پله پایین و بالا روند. همچنین ارتفاع پله موتور خانه‌ها یا انبار را در حدود ۲۰ تا ۲۵ و حتی ۵۰ سانتی‌متر در نظر می‌گیرند زیرا ۹۹ درصد استفاده‌کنندگان این قسمت از ساختمان را اشخاص جوان تشکیل می‌دهند، و همچنین ارتفاع پله مکان‌های عمومی مانند ایستگاه راه‌آهن یا بیمارستان‌ها یا ادارات عمومی را در حدود ۱۵ تا ۱۷ سانتی‌متر در نظر می‌گیرند زیرا از این نوع پله‌ها اجباراً افراد در هر سنی استفاده خواهند نمود. ارتفاع پله در قصر‌های بسیار لوکس و مجلل در حدود ۱۵ سانتی‌متر یا کمتر در نظر گرفته می‌شود.

## چگونگی محاسبه ارتفاع پله‌ها
برای محاسبه ارتفاع پله، ابتدا باید ارتفاع کل فضایی که قرار است پله‌ها در آن نصب شوند را بدانید. این ارتفاع معمولاً از کف طبقه اول تا کف طبقه بعدی اندازه‌گیری می‌شود. سپس با توجه به تعداد پله‌ها، می‌توانید ارتفاع هر پله را محاسبه کنید.
به عنوان مثال، اگر ارتفاع کل 3 متر (300 سانتی‌متر) باشد و بخواهید از 17 پله استفاده کنید، ارتفاع هر پله را می‌توان با تقسیم ارتفاع کل بر تعداد پله‌ها محاسبه کرد. در این مثال:
ارتفاع هر پله = 300 / 17 ≈ 17.6 سانتی‌متر
این فرمول ساده به شما کمک می‌کند تا ارتفاع هر پله را به طور دقیق و بر اساس نیازهای فضایی خود تعیین کنید.

## کف پله تابع دو عامل است
1. طول کف پا
2. طول قدم

طول کف پای یک آدم معمولی در حدود ۳۰ سانتی‌متر است در این صورت برای اینکه عبور و مرور از روی پله آسان باشد کف پله باید در حدود ۳۰ سانتی‌متر باشد که با توجه به ۲ سانتی‌متر دماغه پله جمعاً کف پله در حدود ۳۲ سانتی‌متر خواهد شد.
طول قدم یک آدم معمولی در حدود ۶۳ تا ۶۵ سانتی‌متر می‌باشد برای اینکه بتوان پله‌ها را پشت سر هم و بدون توقف و به راحتی و با قدم معمولی طی نمود می‌باید مجموع دو برابر ارتفاع به‌علاوه کف پله عددی بین ۶۳ تا ۶۵ سانتی‌متر باشد.
اگر تعداد پله‌هایی که پشت سر هم قرار دارند در حدود ۸ تا ۱۲ پله باشد کف پله نمی‌تواند از ۳۲ تا ۳۳ بیشتر باشد؛ زیرا اگر کف پله از این مقدار پهن‌تر باشد استفاده‌کننده از آن در موقع بالا رفتن ناخودآگاه هر قدم خود را روی پلهٔ بعدی قدری عقب‌تر گذاشته و روی پله هشتم یا نهم پنجه پای او روی لبه پله قرار گرفته و ممکن است تعادل خود را از دست داده و به جلو خم شود ولی در مورد پله‌های جلو ساختمان که معمولاً تعداد آن در حدود ۳ یا ۴ پله می‌باشد می‌توان از کف پله پهن‌تر نیز استفاده نمود.

## عرض پله
عرض پله به نسبت شدت عبور و مرور متفاوت نیز می‌باشد.
عرض پله ساختمان‌های عمومی و بزرگ مانند سینماها و تاترها که از آن‌ها برای عبور یک طرفه استفاده می‌شود برای هر ۱۲۰ نفر جمعیت یک متر عرض در نظر گرفته می‌شود که این عرض برای تخلیه جمعیت در حدود ۱۰ دقیقه کافی می‌باشد.
حداقل عرض پله ساختمان‌هایی که زیاد بزرگ نبوده و از روی آن عبور و مرور دو طرفه انجام می‌شود و در حدود ۱۰۰ سانتی‌متر در نظر گرفته می‌شود زیرا عرض شانه یک نفر مرد در حدود ۶۰ سانتی‌متر است و با توجه به اینکه اگر دو نفر بخواهند از نزدیک یکدیگر عبور نمایند ناخودآگاه قدری شانه خود را به سمت طرف مقابل کج می‌نمایند عرض ۱۰۰ سانتی‌متر برای عبور دو نفر از کنار یکدیگر کافی می‌باشد ولی برای آپارتمان‌های چندطبقه که شدت رفت‌وآمد زیادتر است عرض پله را در حدود ۱۲۰ سانتی‌متر یا بیشتر در نطر می‌گیرند.
در مورد پله‌های کم رفت‌وآمد مانند پله‌هایی که به بام ختم می‌شوند و از آن‌ها برای برف روبی یا سرکشی به بام استفاده می‌شود عرض ۵۵ تا ۶۰ سانتی‌متر کافی است.

## پله‌های دو گردش و یک پاگرد

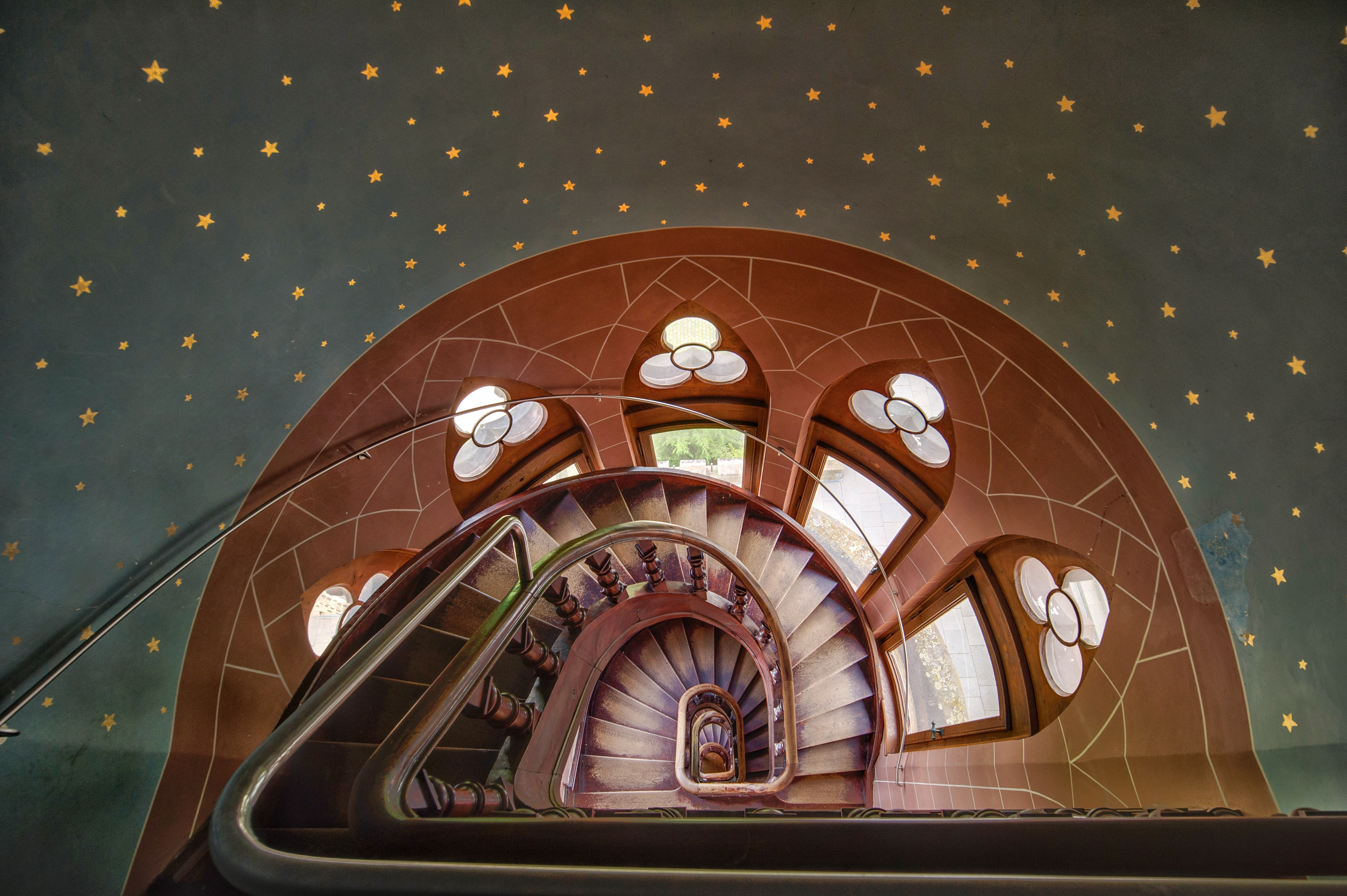
نگاره‌ای از یک راه‌پلهٔ مارپیچ در کاخ دراچنبورگ

متداول‌ترین نوع پله است که با دو گردش و یک پاگرد فاصلهٔ دو طبقه را طی می‌کند که U-شکل است. مسیر اول با مسیر دوم که هر دو به پاگرد منتهی می‌شود درست ۱۸۰ درجه اختلاف جهت دارند.
تعداد پله در هر گردش در حدود ۸ تا ۱۰ پله است.
پله با سه گردش و دو پاگرد، این نوع پله بیشتر برای ساختمان‌هایی که فضای در نظر گرفته شده برای پله مربع است یا اگر بخواهند ساختمان‌هایی که آسانسور دارد پله دور آسانسور بچرخد یا به عبارت دیگر فضای در نظر گرفته شده برای پله و آسانسور در یک مجموعه باشد این نوع پله اجرا می‌شود.

## پله‌های بدون پاگرد
این نوع پله که فضای کمتری را اشغال می‌نماید نا مناسب‌ترین نوع پله می‌باشد در این سیستم آن تعداد پله‌هایی که در قسمت‌های مستقیم واقع است مناسب و راحت است ولی عبور و مرور از آن تعداد پله که در قوس قرار داشته و به شکل مثلث است مشکل‌تر و ناراحت تر می‌باشد.
در طرح پله‌های مثلث شکل باید سعی نمود که متوسط کف پله‌ها از ۲۵ سانتی‌متر کمتر نباشد.

## پله‌گرد
ویژهٔ مکان‌های کم‌رفت‌وآمد است و امکان استفاده از آن برای کودکان و افراد مسن بسیار مشکل است.
در طرح این گونه پله‌ها که معمولاً حول لوله‌ای به قطر ۱۰ تا ۱۵ سانتی‌متر می‌چرخد، روش کار چنین است که ابتدا دایره متوسط گردش را به تقسیمات مساوی تقسیم نموده، آنگاه از مرکز دایره گردش به این نقاط وصل می‌نمایند و این خطوط را ادامه می‌دهند تا محیط دایره خارجی پله را قطع کند.
پله گرد یکی از بهترین انتخاب‌ها برای فضاهای مدرن و کلاسیک داخلی است که علاوه بر جلوه‌ای زیبا و خاص، استفاده بهینه‌تری از فضاهای محدود می‌کند. این نوع راه پله‌ها با داشتن طراحی‌های خاص و منحصر به فرد، مارپیچ و  خمیده، به‌خصوص برای فضاهایی که نیاز به استفاده از حداکثر مساحت دارند، بسیار مناسب و مفید هستند. پله‌های گرد‌ معمولا از مواد و متریال مختلفی همچون چوب، فلز و شیشه ساخته می‌شوند و هرکدام دارای خصوصیات و ویژگی های خاص خود هستند.
پله‌ی گرد، در واقع نحوه چینش پله است که به دور یک محور مرکزی می‌چرخد و به سمت بالا می‌رود. این نوع پله مدور، کف پله‌ها را به یک ستون مرکزی متصل می‌کند و در مقایسه با پله‌های مستقیم، دارای شکل منحنی و زیبایی خاص، لوکس و منحصر به فرد است. اکثر پله‌‌های گرد در واقع پله‌های مارپیچ هستند که با دوران به اطراف یک نقطه مرکزی ساخته شده اند.

## پله دوبلکس
پله دوبلکس نوعی راه‌پله است که دو طبقه یک خانه را به هم متصل می‌کند. این پله‌ها در خانه‌های دوبلکس، ویلاها، آپارتمان‌های مدرن و حتی برخی از فضاهای تجاری به کار می‌روند.
ویژگی‌های اصلی پله دوبلکس:
1. تنوع در طراحی: پله‌های دوبلکس در اشکال مختلف مانند مستقیم، مارپیچ، L شکل، یا شناور طراحی می‌شوند.
2. استفاده از متریال‌های متنوع: چوب، فلز، شیشه و بتن از متریال‌های رایج برای ساخت این پله‌ها هستند.
3. ترکیب زیبایی و کارایی: این نوع پله علاوه بر عملکرد کاربردی، جنبه زیبایی‌شناسی فضا را تقویت می‌کند.

## چشم پله یا چاه پله
در پله‌هایی که با دو گردش و یک پاگرد اجرا می‌شود گردش‌های پله باید با فاصله‌ای حداقل در حدود ۱۰ سانتی‌متر از یکدیگر واقع شوند. به این فاصله که چشم پله گفته می‌شود اجرای نرده پله را آسان‌تر می‌کند البته اگر فضای پله دارای عرض کافی نباشد می‌توان از این فاصله صرف نظر نمود.

## تعداد پله
نباید بیشتر از ۱۰ تا ۱۲ پله پشت سر هم قرار گیرد و بعد از هر ۱۰ پله پاگرد در نظر گرفته می‌شود. علت معین کردن تعداد پله این است که در موقع استفاده از پله فرد احساس وحشت نکند.

## پاگرد
عرض پاگرد در پله‌های U شکل دو برابر عرض پله می‌باشد و طول آن حداقل به اندازه عرض یک پله باشد بدین صورت پاگرد مستطیلی شکل می‌باشد. در مورد پله‌های مستقیم عرض پاگرد به اندازه عرض پله و طول آن مساوی n قدم کامل می‌باشد.
اگر تعداد پله سازه کمتر از 16 عدد باشد یا ارتفاع عمودی کلی فضا کمتر از 3.5 متر (12 فوت) باشد، ضرورتی برای وجود پاگرد نیست.

## نردهٔ پله
برای ایجاد ایمنی حتماً باید نرده گذاشته شود.
پله‌هایی که از دو طرف باز می‌باشد باید هر دو طرف نرده داشته باشد.
ارتفاع نرده در حدود ۷۵ تا ۸۰ سانتی‌متر پیشنهاد می‌شود.
نرده های پله باید حدود ۱۰ سانتی متر (۴ اینچ) فاصله داشته باشد. در این صورت جسم از بین آن نمی تواند عبور کند. البته در کد IRC (International Residential Code)، این فضا تا ۱۱ سانتی متر (۴.۳۳ اینچ) مجاز اعلام شده است.

## طاق پله
سقف پله بالا با پله پایینی آنچنان فاصله داشته باشد که یک نفر آدم با قد معمولی بتواند بدون احساس ترس از آن استفاده نماید حداقل ارتفاع در حدود ۱۹۵ سانتی‌متر پیشنهاد می‌گردد از آن کمتر تا ارتفاع ۱۸۰ سانتی‌متر ممکن است سرگیر نباشد ولی چشم ترس است.

## شیب کف پله
در موقع نصب پله معمولاً در حدود ۲ یا ۳ میلی‌متر به آن شیب می‌دهند که این شیب شستشوی پله را راحت‌تر می‌کند.

## نگارخانه

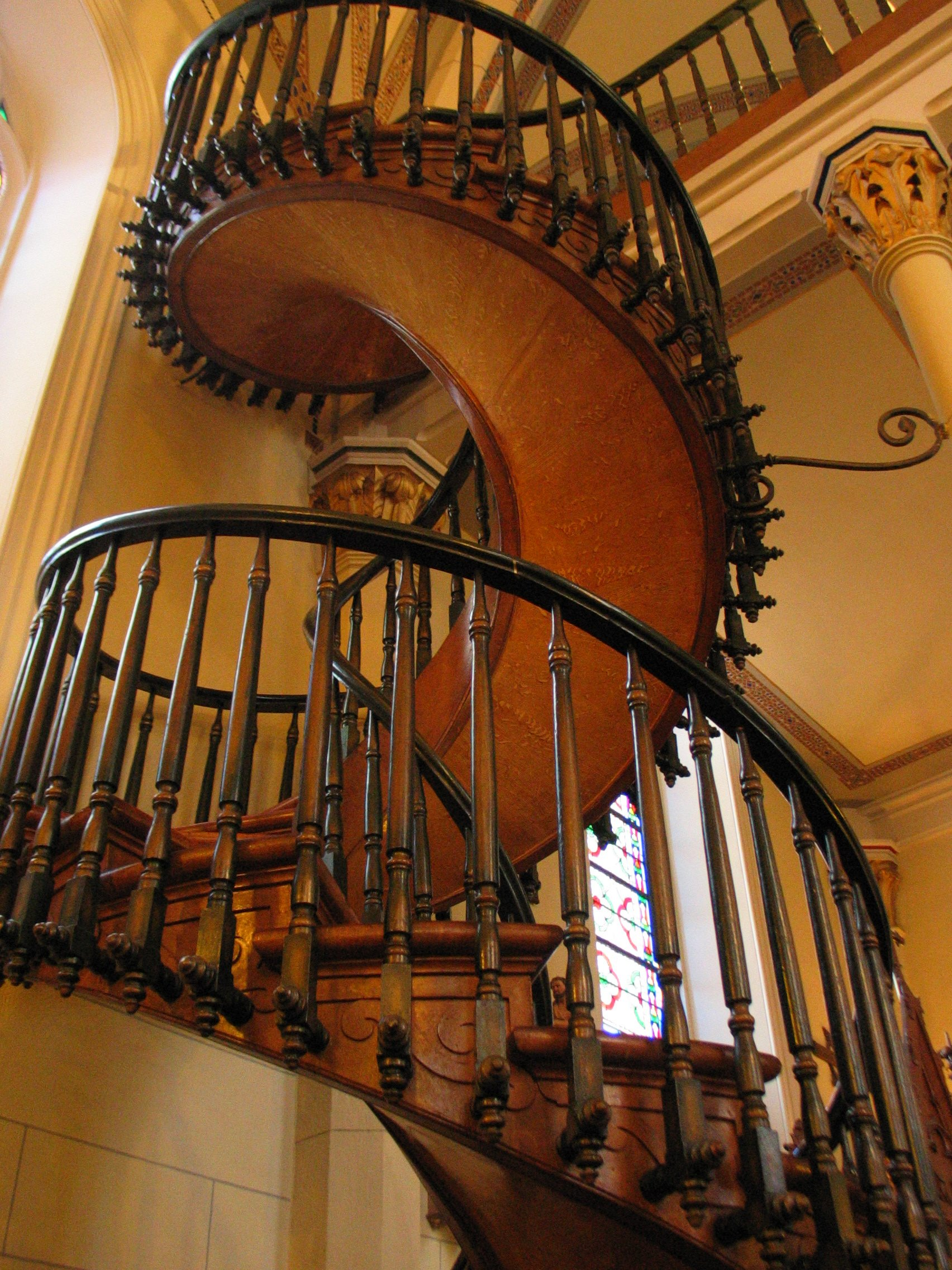
راه‌پله‌ای مارپیچی در سانتافه، نیومکزیکو
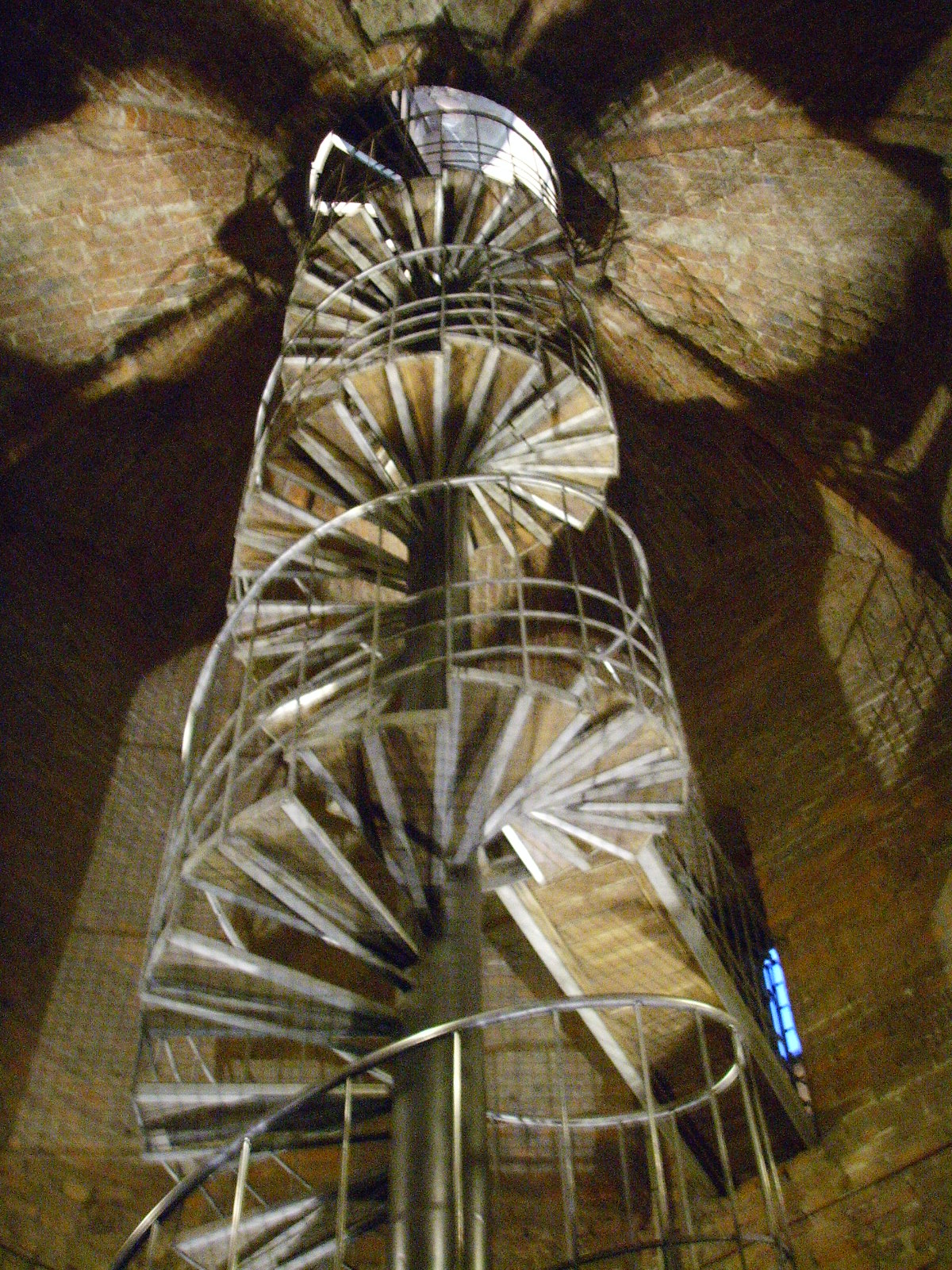
راه‌پله‌ای مارپیچی در توراتسو، کرِمونا، ایتالیا
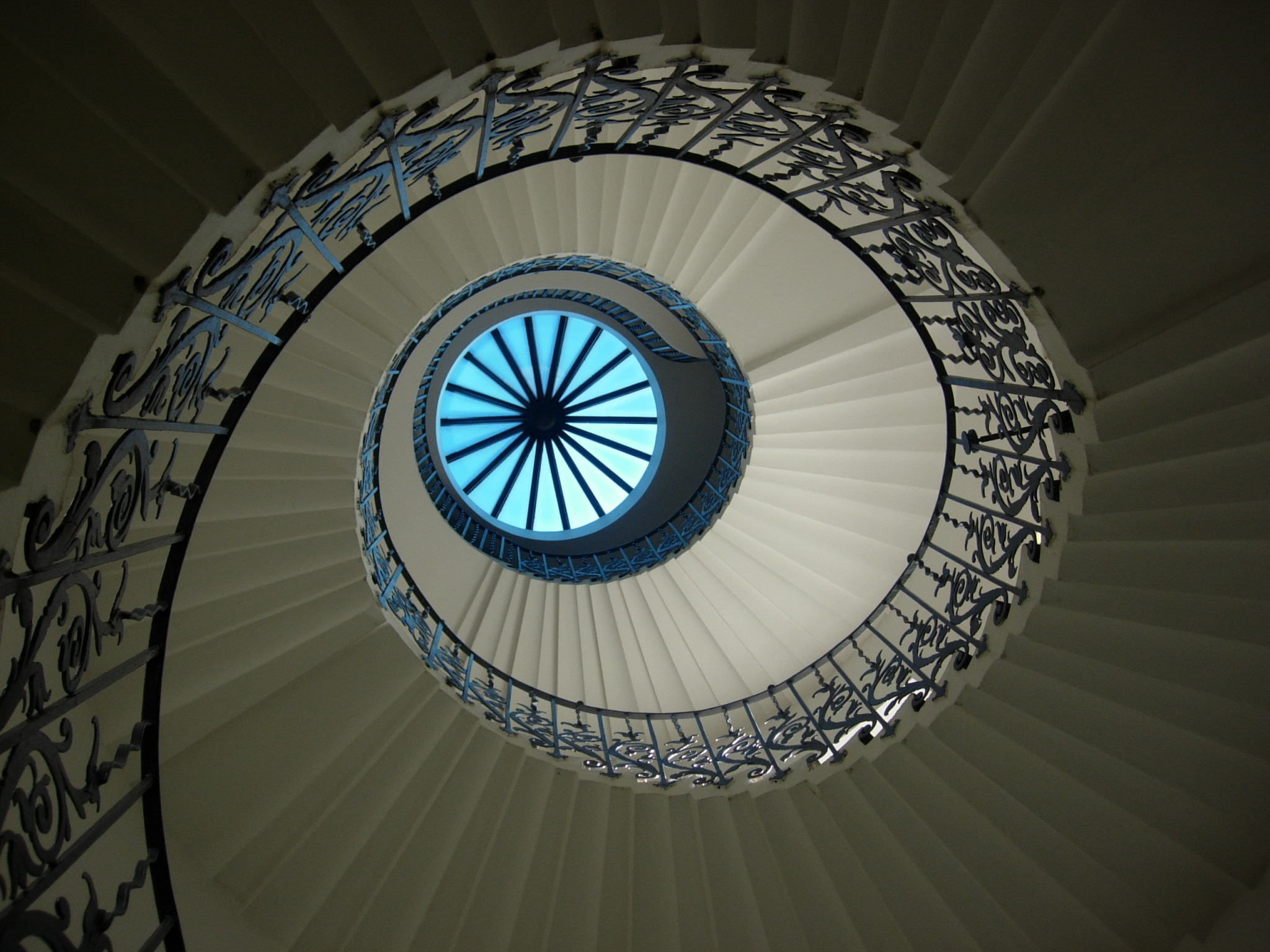
راه‌پله‌ای در خانه سبز از اقامت‌گاه‌های خانوادهٔ سلطنتیِ بریتانیا
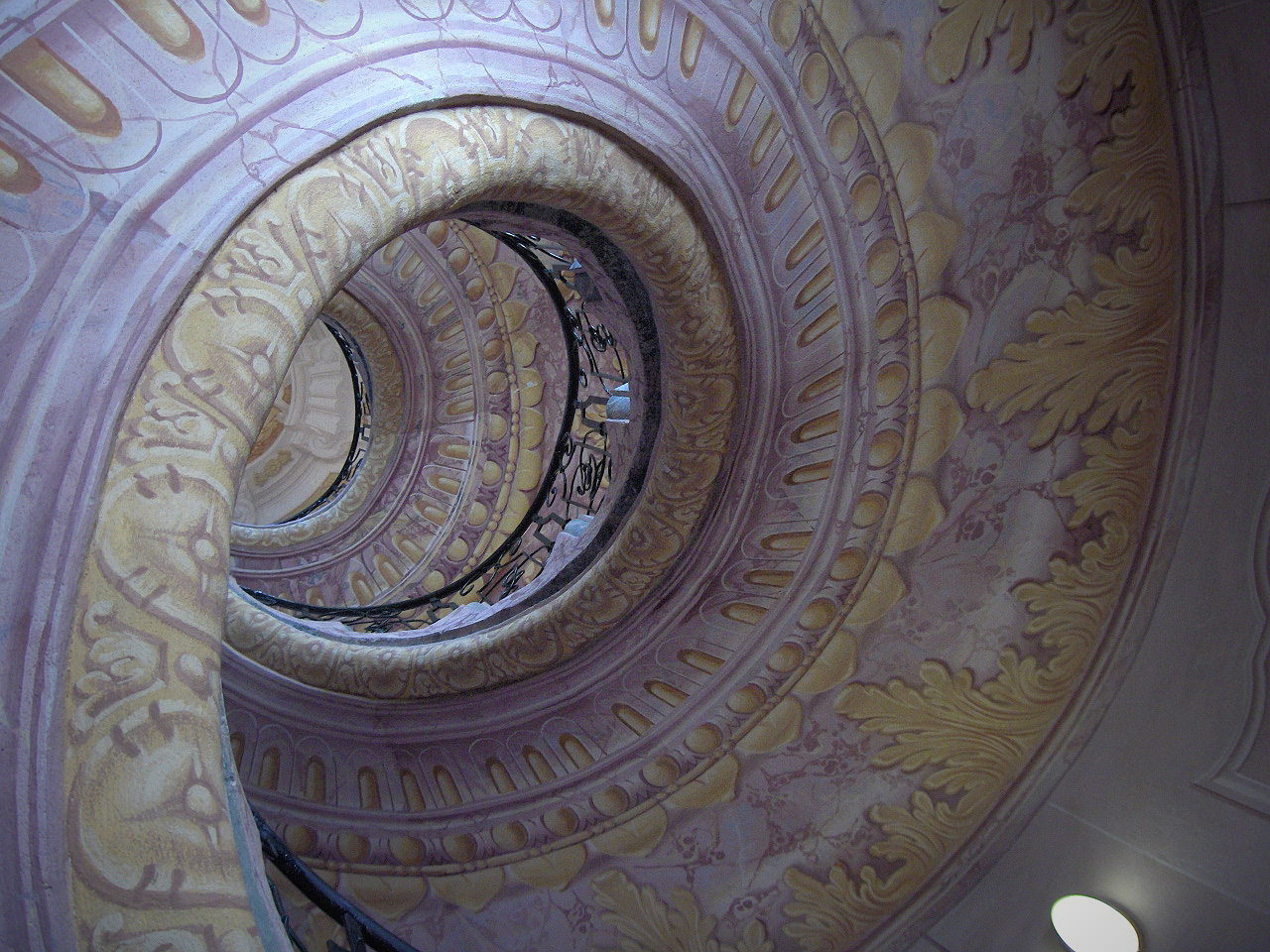
نمای راه‌پله‌ای مارپیچی از پایین در معبد ملک اتریش
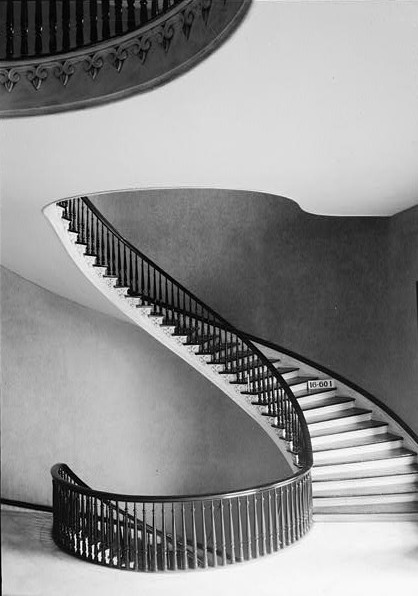
راه‌پله‌ای مارپیچی در کاپیتول ایالت آلاباما
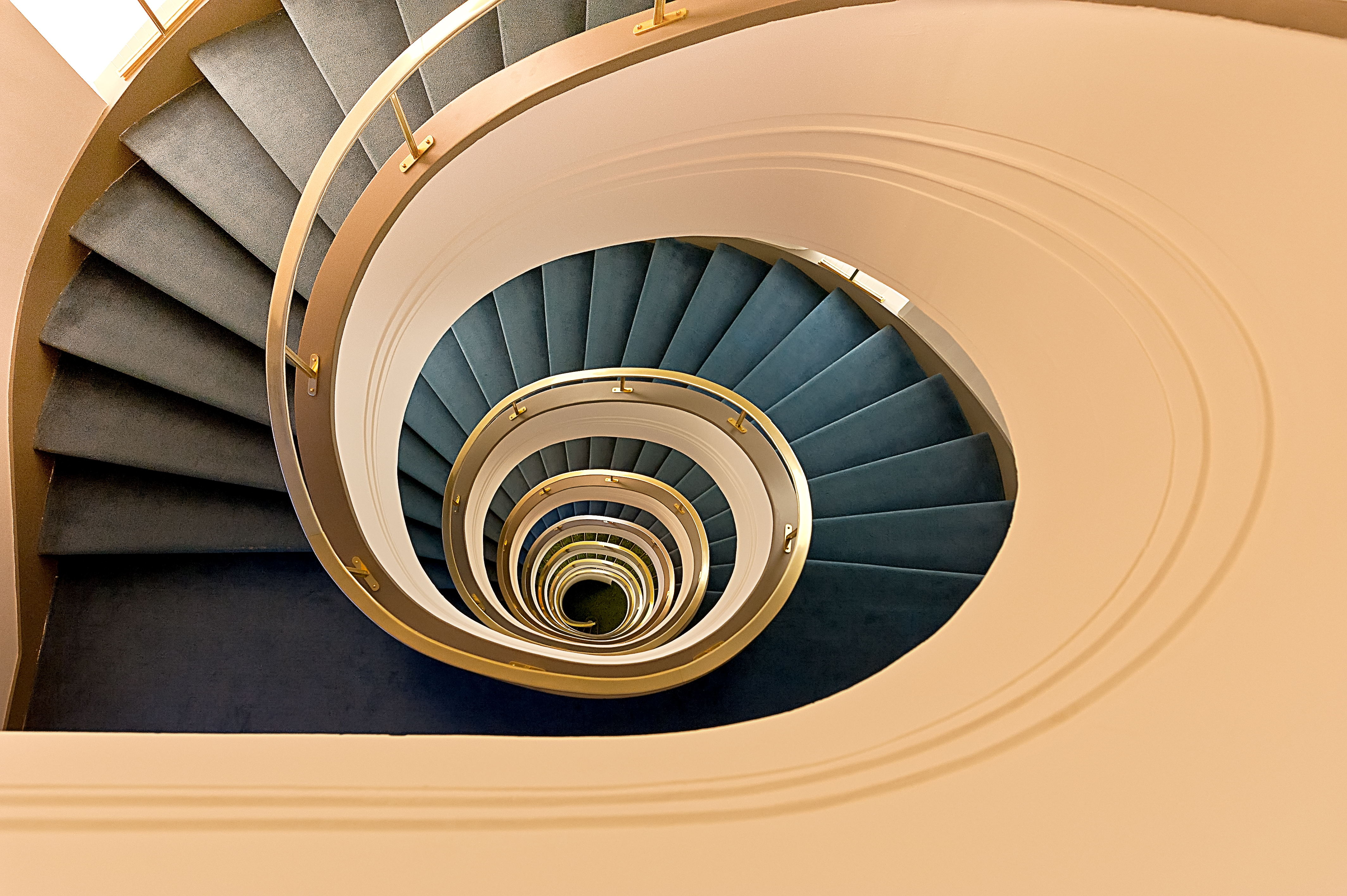
راه‌پله‌های مارپیچ هتل کمپینسکی برلین
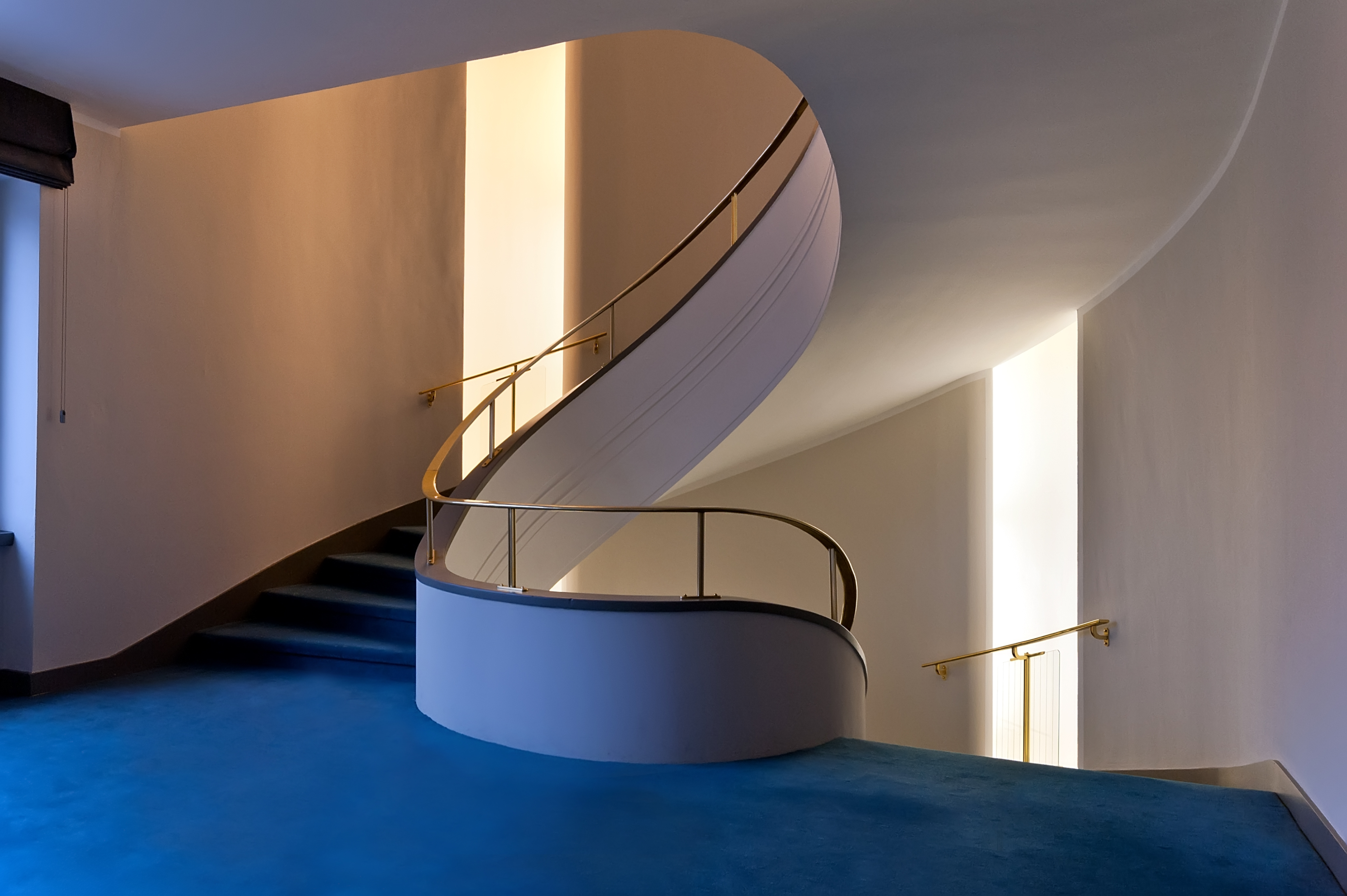
راه‌پله‌های هتل کمپینسکی برلین با معماری اکسپرسیونیستی
برهنه از پله پایین می‌آید، شماره ۲ اثر مارسل دوشان
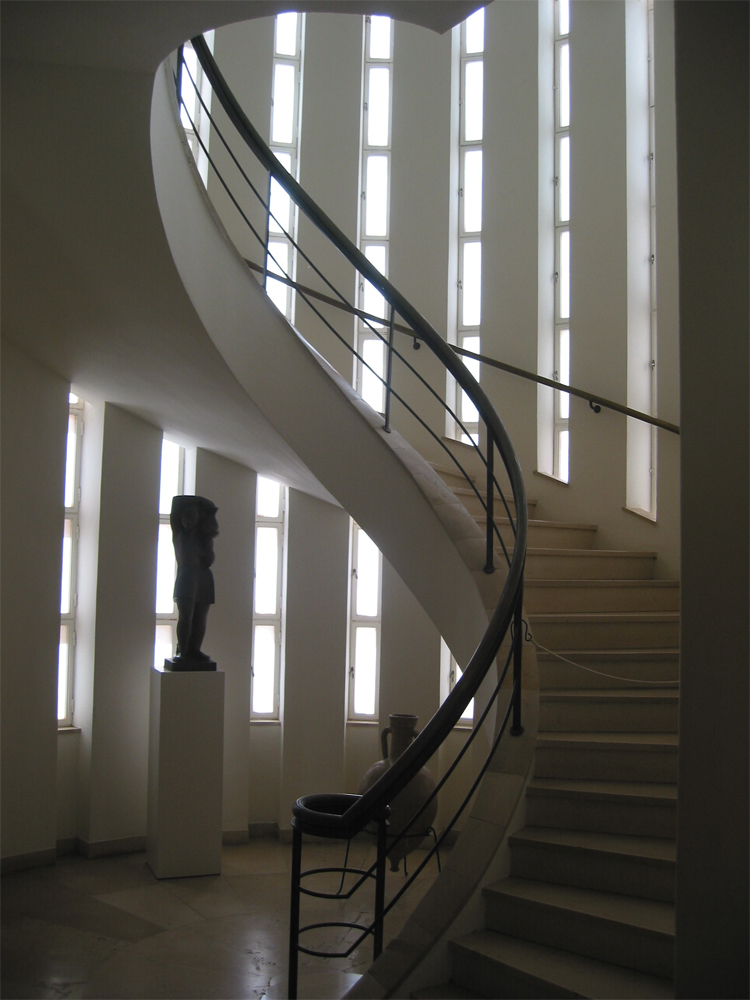
راه‌پله‌های مارپیچ خانه وایزمن